# Campeonato Europeu de Halterofilismo de 1956
O 36º Campeonato Europeu de Halterofilismo foi organizado pela Federação Internacional de Halterofilismo em Helsinki, na Finlândia entre 27 a 30 de junho de 1956. Foram disputadas sete categorias.

## Medalhistas
| Evento                     | Ouro                                 | Ouro     | Prata                              | Prata    | Bronze                              | Bronze   |
| -------------------------- | ------------------------------------ | -------- | ---------------------------------- | -------- | ----------------------------------- | -------- |
| Galo (56 kg)               | Vladimir Stogov · União Soviética    | 325,0 kg | Stoyan Gueorguiev · Bulgária       | 287,5 kg | Karel Saitl · Tchecoslováquia       | 282,5 kg |
| Pena (60 kg)               | Rafael Chimishkian · União Soviética | 340,0 kg | Sebastiano Mannironi · Itália      | 325,0 kg | Marian Zieliński · Polónia          | 325,0 kg |
| Leve (67,5 kg)             | Nikolai Kostylev · União Soviética   | 377,5 kg | Josef Tauchner · Áustria           | 357,5 kg | Luciano De Genova · Itália          | 347,5 kg |
| Médio (75 kg)              | Igor Rybak · União Soviética         | 382,5 kg | Ravil Jabutdinov · União Soviética | 375,0 kg | Jan Czepułkowski · Polónia          | 362,5 kg |
| Meio-pesado-leve (82,5 kg) | Trofim Lomakin · União Soviética     | 420,0 kg | Václav Pšenička · Tchecoslováquia  | 400,0 kg | Günther Siebert · Alemanha Oriental | 387,5 kg |
| Meio-pesado (90 kg)        | Jean Debuf · França                  | 427,5 kg | Fiodor Osypa · União Soviética     | 427,5 kg | Ivan Veselinov · Bulgária           | 417,5 kg |
| Pesado (+ 90 kg)           | Alexei Medvedev · União Soviética    | 465,0 kg | Alberto Pigaiani · Itália          | 432,5 kg | Franz Hölbl · Áustria               | 430,0 kg |

## Quadro de medalhas
| Ordem | País              | Medalha de ouro | Medalha de prata | Medalha de bronze | Total |
| ----- | ----------------- | --------------- | ---------------- | ----------------- | ----- |
| 1     | União Soviética   | 6               | 2                | 0                 | 8     |
| 2     | França            | 1               | 0                | 0                 | 1     |
| 3     | Itália            | 0               | 2                | 1                 | 3     |
| 4     | Áustria           | 0               | 1                | 1                 | 2     |
| 4     | Bulgária          | 0               | 1                | 1                 | 2     |
| 4     | Tchecoslováquia   | 0               | 1                | 1                 | 2     |
| 7     | Polónia           | 0               | 0                | 2                 | 2     |
| 8     | Alemanha Oriental | 0               | 0                | 1                 | 1     |
| Total | Total             | 7               | 7                | 7                 | 21    |